# Либерально-конституционная партия
Либерально-конституционная партия (исп. Partido Liberal Constitucionalista, PLC) — правоцентристская либерально-консервативная политическая партия в Никарагуа. На парламентских выборах 5 ноября 2006 года партия получила 25 из 92 мест в Национальной Ассамблее, став крупнейшей оппозиционной силой.
Партия является наследницей Либеральной партии, возникшей после провозглашения независимости в 1830-х годах, затем возглавлявшейся кланом Сомоса. Была основана в 1967 году под руководством Рамиро Сакасы Герреро (Ramiro Sacasa Guerrero) как фракция Либеральной националистической партии и именовалась Либерально-конституционное движение. В наши дни Либерально-конституционная партия сотрудничает с режимом Даниэля Ортеги. В блоке с Либерально-конституционной партией выступают разные партии, в том числе и Коммунистическая партия Никарагуа. 
Ранее партия входила в Либеральный интернационал, однако покинула организацию в 2005 году.